# کریگرزتاون (مریلند)
کریگرزتاون (به انگلیسی: Creagerstown) یک منطقهٔ مسکونی در ایالات متحده آمریکا است که در شهرستان فردریک، مریلند واقع شده‌است.